# Saint-Prouant
Saint-Prouant és un municipi francès situat al departament de Vendée i a la regió de País del Loira. L'any 2007 tenia 1.416 habitants.

## Demografia

### Població
El 2007 la població de fet de Saint-Prouant era de 1.416 persones. Hi havia 516 famílies de les quals 96 eren unipersonals (48 homes vivint sols i 48 dones vivint soles), 184 parelles sense fills, 228 parelles amb fills i 8 famílies monoparentals amb fills.
La població ha evolucionat segons el següent gràfic:
Habitants censats

### Habitatges
El 2007 hi havia 554 habitatges, 523 eren l'habitatge principal de la família, 14 eren segones residències i 17 estaven desocupats. 546 eren cases i 5 eren apartaments. Dels 523 habitatges principals, 389 estaven ocupats pels seus propietaris, 132 estaven llogats i ocupats pels llogaters i 2 estaven cedits a títol gratuït; 1 tenia una cambra, 7 en tenien dues, 56 en tenien tres, 151 en tenien quatre i 308 en tenien cinc o més. 439 habitatges disposaven pel capbaix d'una plaça de pàrquing. A 203 habitatges hi havia un automòbil i a 295 n'hi havia dos o més.

### Piràmide de població
La piràmide de població per edats i sexe el 2009 era:
| Homes | Edats   | Dones |
| ----- | ------- | ----- |
| 0     | 95 o +  | 0     |
| 4     | 90 a 94 | 8     |
| 12    | 85 a 89 | 16    |
| 4     | 80 a 84 | 20    |
| 32    | 75 a 79 | 32    |
| 36    | 70 a 74 | 24    |
| 20    | 65 a 69 | 36    |
| 32    | 60 a 64 | 16    |
| 20    | 55 a 59 | 20    |
| 48    | 50 a 54 | 32    |
| 52    | 45 a 49 | 56    |
| 28    | 40 a 44 | 28    |
| 52    | 35 a 39 | 48    |
| 56    | 30 a 34 | 32    |
| 40    | 25 a 29 | 48    |
| 56    | 20 a 24 | 36    |
| 72    | 15 a 19 | 24    |
| 52    | 10 a 14 | 56    |
| 28    | 5 a 9   | 28    |
| 48    | 0 a 4   | 40    |

## Economia
El 2007 la població en edat de treballar era de 906 persones, 741 eren actives i 165 eren inactives. De les 741 persones actives 693 estaven ocupades (387 homes i 306 dones) i 48 estaven aturades (11 homes i 37 dones). De les 165 persones inactives 74 estaven jubilades, 47 estaven estudiant i 44 estaven classificades com a «altres inactius».

### Ingressos
El 2009 a Saint-Prouant hi havia 548 unitats fiscals que integraven 1.417 persones, la mediana anual d'ingressos fiscals per persona era de 16.739 €.

### Activitats econòmiques
Dels 56 establiments que hi havia el 2007, 1 era d'una empresa extractiva, 1 d'una empresa alimentària, 4 d'empreses de fabricació d'altres productes industrials, 17 d'empreses de construcció, 7 d'empreses de comerç i reparació d'automòbils, 3 d'empreses de transport, 3 d'empreses d'hostatgeria i restauració, 7 d'empreses financeres, 6 d'empreses de serveis, 4 d'entitats de l'administració pública i 3 d'empreses classificades com a «altres activitats de serveis».
Dels 19 establiments de servei als particulars que hi havia el 2009, 1 era una oficina bancària, 2 tallers de reparació d'automòbils i de material agrícola, 2 paletes, 4 guixaires pintors, 6 fusteries, 1 electricista, 1 perruqueria, 1 restaurant i 1 saló de bellesa.
Dels 3 establiments comercials que hi havia el 2009, 1 era una botiga de menys de 120 m², 1 una fleca i 1 una carnisseria.
L'any 2000 a Saint-Prouant hi havia 29 explotacions agrícoles que ocupaven un total de 754 hectàrees.

## Equipaments sanitaris i escolars
L'únic equipament sanitari que hi havia el 2009 era una ambulància.
El 2009 hi havia 2 escoles elementals.

## Poblacions més properes
El següent diagrama mostra les poblacions més properes.